# Duo normand féminin
Pour les articles homonymes, voir Duo (homonymie).
Le Duo normand féminin est une course cycliste contre-la-montre française disputée à Marigny, dans le département de la Manche. Créé en 1983 par l'amicale cycliste du canton de Marigny (ACCM). 

## Palmarès
| Année | Vainqueur                                     | Deuxième                                 | Troisième                                   |
| ----- | --------------------------------------------- | ---------------------------------------- | ------------------------------------------- |
| 1983  | Christelle Lecomte Marylin Lemée              |                                          |                                             |
| 1984  | Nathalie Diar Cathy Granger                   |                                          |                                             |
| 1985  | Nathalie Pelletier Nathalie Gendron           |                                          |                                             |
| 1986  | Françoise Jouanny Karine Martino              |                                          |                                             |
| 1987  | Patricia Trembleau Francine Guillermo         |                                          |                                             |
| 1988  | Nadège Lamour Isabelle Nicoloso               |                                          |                                             |
| 1989  | Nathalie Six Pascale Dernoncourt              |                                          |                                             |
| 1990  | Fiona Madden Roselyne Riou                    | Barbara Aulnette Laurence Leboucher      | Christelle Halgand Anita Guin               |
| 1991  | Fiona Madden Pascal Duchene                   | Françoise Leprod'homme Chantal Pouline   | Anita Guin Catherine Guin                   |
| 1992  | Géraldine Quéniart Fabienne Gicquel           | Nathalie Six Laurence Bens               | Sandrine Guiet Isabelle Kerhamon            |
| 1993  | Françoise Leprod'homme Géraldine Quéniart     | Roselyne Riou-Chalon Manuela Le Cavil    | Nathalie Six Laurence Bens                  |
| 1994  | Roselyne Riou-Chalon Isabelle Verger-Nicoloso | Laurence Bernard Agnès Baudoin           | Magdeleine Theunissen Christelle Remacle    |
| 1995  | Roselyne Riou-Chalon Chrystèle Richard        | Sonia Huguet Aurélie G'Styr              | Clare Greenwood Julie Hooper                |
| 1996  | Françoise Leprod'homme Chrystèle Richard      | Julie Freeman Maxine Johnson             | Isabelle Verger-Nicoloso Géraldine Quéniart |
| 1997  | Fany Lecourtois Isabelle Verger-Nicoloso      | Laëtitia Belaud Roselyne Riou-Chalon     | Laurence Bernard Delphine Clairet           |
| 1998  | Françoise Leprod'homme Alexandra Le Hénaff    | Sarah Tournabien Sandrine Jolly          | Sabrina Cayre Stéphanie Poilvet             |
| 1999  | Françoise Leprod'homme Géraldine Ollivier     | Lucile Davanture Martine Gauthier        | Amanda Le Verdier Ann Bowditch              |
| 2000  | Sabrina Martin Sonia Clolus-Rochet            | Lucile Davanture Martine Gauthier        | Isabelle Moulis Marie-Hélène Coulon         |
| 2001  | Marina Jaunâtre Delphine Guille               | Jenny Derham Ruth Hutton                 | Nikki Weeler Lesley Allen                   |
| 2002  | Lilian Pfluke Claudia Saintagne-Carceroni     | Geraldine Gill Géraldine Ollivier        | Marina Jaunâtre Élodie Touffet              |
| 2003  | Julia Shaw Liz Milne                          | Nicky Peters Heather Thompson            | Tyfen Dupas Catherine Soumalet              |
| 2004  | Alessandra Cappellotto Marina Chirio          | Marina Paragiou Anastasia Pastourmatzi   | Helen Goulding Darah Smith                  |
| 2005  | Silvia Valsecchi Oxana Kostenko               | Nicky Hudson Jenny Derham                | Louise Schuller Helen Boatman               |
| 2006  | Julie Dhéruelle Emmanuelle Merlot             | Louise Schuller Helen Boatman            | Lyn Mahy Tracy Dowinton                     |
| 2007  | Julie Dhéruelle Emmanuelle Merlot             | Helen Carter Lesley Walkling             | Lynn Hamel Charlotte Wadworth               |
| 2008  | Karine Gautard Emmanuelle Merlot              | Christel Ferrier-Bruneau Mélanie Bravard | Émilie Lebrun Kathy Watt                    |
| 2009  | Audrey Cordon Emmanuelle Merlot               | Ann Bowditch Lesley Walkling             | Diane Moss Mélissa Mather                   |
| 2010  | Audrey Cordon Emmanuelle Merlot               | Rachel McGranaghan Lesley Walkling       | Oriane Niay Justine Macret                  |
| 2011  | Aude Biannic Coralie Demay                    | Emmanuelle Merlot Audrey Cordon          | Francesca Faustini Svetlana Pauliukaitė     |
| 2012  | Vera Koedooder Anna van der Breggen           | Roxane Fournier Mélodie Lesueur          | Birgit Lavrijssen Inge Roggeman             |
| 2013  | Anabelle Dreville Fanny Leleu                 | Ann Bowditch Karina Bowie                | Laudine Genee Molly Meyvish                 |
| 2014  | Bronwen Ewing Keeley Chalk                    | Karine Gautard-Roussel Sophie Cheval     | Gemma Marshall Eva Nyirenda                 |
| 2015  | Lívia Hanesová Monika Kadlecová               | Marine Lemarie Fanny Leleu               | Karine Gautard-Roussel Bénédicte Lepine     |
| 2016  | Mélodie Lesueur Marion Sicot                  | Lívia Hanesová Monika Kadlecová          | Bronwen Ewing Karina Bowie                  |
| 2017  | Karla Boddy Lucy Austin                       | Lizzy Brama Mathilde Pauls               | Katie Crowe Kathryn Morris                  |
| 2018  | Louise Woolrich Rebecca Steens                | Deanna Ferrett Rachael Lamont            | Denize Mitchinson Sarah Corcoran            |
| 2019  | Iris Sachet Flora Sachet                      | Céline Morvan Aurélie Lefillatre         | Marion Remilly Tatania Blin                 |
| 2022  | Marion Remilly Mathilde Dumont                |                                          |                                             |
| 2025  |                                               |                                          |                                             |